# Miguel Mercado
Miguel Ángel Mercado Melgar (ur. 30 sierpnia 1975 w Santa Cruz) – boliwijski piłkarz występujący na pozycji napastnika.

## Kariera klubowa
Mercado karierę rozpoczynał w 1995 roku w zespole Bolívar. W latach 1996, 1997 oraz 2002 wywalczył z nim mistrzostwo Boliwii, w 2004 roku mistrzostwo fazy Apertura, a 2005 roku mistrzostwo fazy Adecuación. W 2001 roku zdobył z nim także Puchar Boliwii. W sezonie 2003 został natomiast królem strzelców fazy Clausura Primera División de Bolivia.
W trakcie sezonu 2006 Mercado odszedł do CD San José. W 2007 roku przeszedł do drużyny Jorge Wilstermann, gdzie grał do końca sezonu 2007. Sezon 2008 spędził w The Strongest, a potem zakończył karierę.

## Kariera reprezentacyjna
W reprezentacji Boliwii Mercado zadebiutował w 1995 roku. W tym samym roku znalazł się w drużynie na Copa América. Na tamtym turnieju, zakończonym przez Boliwię na ćwierćfinale, wystąpił w spotkaniach z Argentyną (1:2), USA (1:0), Chile (2:2) oraz Urugwajem (1:2).
W 2004 roku ponownie został powołany do kadry na turniej Copa América. Zagrał na nim w meczach z Peru (2:2), Kolumbią (0:1) oraz Wenezuelą (1:1), a Boliwia odpadła z rozgrywek po fazie grupowej.
W drużynie narodowej Mercado grał w latach 1995-2004.